# Germanicus in der Unterwelt
Germanicus in der Unterwelt (Originaltitel: Maciste contro i mostri) ist ein mythologischer Abenteuerfilm mit Fantasy-Elementen, den Guido Malatesta 1962 inszenierte. Der Film hatte in Deutschland am 14. Juni 1963 seine Premiere. Ein Wiederveröffentlichungs-Titel war Fuans barbarische Horden. Der zur Entstehungszeit von der Kritik verrissene Film gilt als Klassiker des Trashfilms.

## Handlung
In grauer Vorzeit wird ein namenloses Volk, dessen jugendlicher Anführer Aidar heißt, von einem Feuersaurier bedroht und von Maxus gerettet. Kurz danach wird die Gruppe Aidars bei dessen Hochzeit von Fuans Höhlenmenschen überfallen und großteils getötet; die Frauen werden entführt und das Feuer gelöscht. Auch hier hilft Maxus und zieht mit den Verbliebenen Fuans-Leuten nach, wobei allerlei Gefahren zu überstehen sind. In der Höhlenlandschaft, in der Fuan und seine Sippe leben, entwickeln sich Kämpfe, Intrigen und es gelingt die Befreiung der zum Opfertod vorgesehenen entführten Frauen. Nach weiteren Verwicklungen und Sauriererscheinungen beendet ein Erdbeben den eigentlich ungleichen Kampf zu Gunsten Maxus', der mit seinen Körperkräften schon zuvor Unglaubliches geleistet hat.

## Hintergrund
Der Held des Filmes heißt je nach Version sehr unterschiedlich: Im Originaltitel ist es Maciste, im deutschen Titel Germanicus, in der deutschen Synchronversion Maxus. Das US-amerikanische Fernsehen zeigte diesen Film als Teil der Sons of Hercules-Reihe.
In den Stabangaben des Filmes findet sich auch Bruno Mattei; er war für den Tonschnitt verantwortlich.
Eine soziologische Untersuchung merkt an, dass der Film einen latenten Rassismus bereits in der filmischen Beschreibung der Gruppe um Fuan – im Unterschied zu der Aidars – pflege: Sie werde als „dunkler“ abgebildet, nur mit Lumpen gekleidet, wohne in Höhlen und ihr Erscheinen werde mit Dschungelmusik unterlegt.

## Kritik
„Das einzig Sehenswerte an dieser Stümperei ist das Schmollmündchen der absolut untalentierten Jungmimin Margaret Lee.“

„Das Ganze mutet wie ein Witz an, allerdings wie kein sehr lustiger. Der Eindruck drängt sich auf, als seien zumindest für die weiblichen Angehörigen beider Völkerstämme die drittklassigen Nachtlokale Roms durchkämmt worden. Ihre „kultischen“ Tänze sind zum Erbarmen.“